# سایتاکوو
سایتاکوو (انگلیسی: Saytakovo) یک شهرک در شهرستان اوچالینسکی استان باشقیرستان کشور روسیه است.